# Resolució 2307 del Consell de Seguretat de les Nacions Unides
La Resolució 2307 del Consell de Seguretat de les Nacions Unides fou adoptada per unanimitat el 13 de setembre de 2016. El Consell va aprovar la proposta del Secretari General Ban Ki-moon sobre la mida, funcions i el mandat de la Missió d'Observació de l'ONU a Colòmbia que estava monitoritzant l'alto el foc entre el govern i els rebels de les FARC.

## Contingut
El 24 d'agost l'any 2016, després de cinquanta anys de conflicte, el govern de Colòmbia i les FARC-EP van arribar a un acord final de pau. El 23 de juny ja hi havia un acord d'alto el foc que preveia un mecanisme de seguiment tripartit. Les Nacions Unides subministrarien el component internacional i anirien al capdavant. Tal com es demana a la resolució 2261, el secretari general Ban Ki-moon ja havia preparat aquesta missió.
El Consell de Seguretat va aprovar les recomanacions que havia formulat. La missió seria la responsable de controlar la deposició d'armes. També coordinaria el mecanisme proporcionat per les Nacions Unides, el govern de Colòmbia i les FARC-EP. Aquest mecanisme controlaria la implementació de l'armistici i el desarmament de les FARC-EP. La missió de l'ONU també seria responsable de la resolució de disputes, formular recomanacions relatives a l'aplicació de l'alto el foc i dels informes sobre el compliment dels acords.
El mecanisme situaria la seva seu a la capital Bogotà, amb vuit seus regionals a San José del Guaviare, Florencia, Popayán, Villavicencio, Medellín, Quibdó, Bucaramanga i Valledupar i 23 àrees locals i vuit punts locals on els combatents de les FARC serien desarmats. Al capdavant hi estaria el Representant Especial del Secretari General. Caldrien aproximadament 450 observadors per controlar l'alto el foc. La majoria provenen dels països de la Comunitat d'Estats d'Amèrica Llatina i el Carib. També es pretenia que un de cada cinc observadors fos dona. Per la seguretat de la missió, es va fer una crida a la Policia Nacional de Colòmbia.